# Ella Kamanya
Ella Ndatega Kamanya (9 tháng 11 năm 1961 - 31 tháng 7 năm 2005) là một chính trị gia và nữ doanh nhân người Namibia. Bà gia nhập Tổ chức Nhân dân Tây Nam Phi (SWAPO) lưu vong năm 1978 và sống sót sau cuộc Thảm sát Cassinga của Quân đội Nam Phi. Kamaya đã được bổ nhiệm vào Quốc hội Namibia năm 2003, thay thế Hage Geingob. Tháng 3 năm 2004, Kamanya được bổ nhiệm vào Quốc hội Pan-African.

## Tranh cãi
Vào tháng 3 năm 2004, Kamanya phải đối mặt với những lời chỉ trích vì bị cáo buộc lừa đảo trong các giao dịch liên quan đến các giao dịch của Tổ chức Trao quyền kinh tế da đen và của cộng đồng San của Namibia. Bà phản đối các cáo buộc và qua đời vào tháng 7 năm 2005.

## Cá nhân
Kamanya sinh ngày 9 tháng 11 năm 1961 tại Onangalo, Vương quốc Uukwaluudhi, Ovamboland. Cha bà là một chính khách và doanh nhân địa phương nổi bật. Bà lớn lên trong một gia đình Cơ đốc giáo mộ đạo. Vào năm 1978, bà gia nhập Tổ chức Nhân dân Tây Nam Phi - SWAPO lưu vong và, ngay sau khi đến Cassinga, Angola, trại giam của bà và những người tị nạn Namibia khác đã bị quân đội Nam Phi tấn công. Bà bị bắt trong trận Cassinga tháng 5 năm 1978, sau đó trở về Tây Nam Phi, và tiếp theo bị giam tại Oshakati.
Là một nữ doanh nhân chuyên nghiệp, Kamanya đã điều hành các rạp chiếu phim ở Ongwediva và Ondangwa trước khi gia nhập Quốc hội nước này. Bà yêu cầu được chôn cất ở miền bắc của Namibia.